# Вестник знания
«Ве́стник зна́ния» — ежемесячный иллюстрированный литературный и научно-популярный журнал с приложениями для самообразования, основанный в Санкт-Петербурге в 1902 году. Выходил до 1918 года; был возобновлён в 1925 году.

## Журнал в имперский период
Первоначально, 14 января 1902 года штабс-капитан запаса артиллерии В. В. Битнер обратился в Главное управление по делам печати с прошением об издании в Санкт-Петербурге журнала «Народный университет». В повторном прошении от 28 марта «ежемесячный научно-литературный журнал для самообразования» был переименован в «Вестник знания»; из программы были вычеркнуты не одобренные ранее цензурой пункты: «ежемесячное обозрение выдающихся событий в современной общественной, государственной и литературной жизни», «мелочи и злобы дня», «заметки и сообщения из провинции»; 22 мая 1902 года журнал был утверждён по реестру, однако спустя неделю его выпуск был запрещён, поскольку обнаружилось участие Битнера в студенческой демонстрации. Не получив отрицательного отзыва о его личности из Главного артиллерийского управления, 3 августа 1902 года Главное управление по делам печати вызвало Битнера для объяснений, после которых журнал был разрешён и 16 августа программа «Вестника знания» была утверждена министром внутренних дел В. К. Плеве.
В первом номере было заявлено, что редакция ставит своей целью «распространять знания как главный залог прогресса и благосостояния народа». Первоначально журнал имел 900 подписчиков, к концу года их число увеличилось до 3000, однако вследствие коммерческой неопытности Битнер понёс 70 тысяч рублей убытка.
В. В. Битнеру удалось собрать вокруг журнала заинтересованных подписчиков, объединив их под девизом «Учиться и учить других». Издатель с первого номера искал не просто читателей, но единомышленников и сподвижников в деле просвещения и образования. Это ему вполне удалось: в журнале появились рубрики, где читатели переписывались друг с другом («Переписка со специальной целью», «Научная переписка», «Переписка с общеобразовательными целями» и др.); обсуждали статьи и ответы других («Отдел молодежи», «Литература», «Спорные вопросы жизни и нравственности» и др.); даже просили о помощи и получали денежные пособия на подписку для тех, кто не имел возможности по каким-то причинам продлить абонемент, так называемые недостаточные подписчики («Взаимопомощь» и «Пожертвования»), а кроме того, «Объявления подписчиков», «Предложения и спрос труда», «Запросы и просьбы», «Обмен открытками» и т. п. 
Несмотря на чисто просветительскую программу, журнал объективно вскрывал тяжёлое материальное положении народных масс. Так, например, статистический материал, приведённый в статье «О государственной росписи на 1903 год» (1903, № 1) показывал, как под бременем налогов разоряется крестьянство. Журнал отвергал расистские теории о неполноценных нациях, объясняя низкий уровень культуры тех или иных народов условиями их жизни.
В журнале помещались популярные статьи на научные темы, научная хроника, был обширный отдел библиографии.
Книжные приложения выходили сериями по 12 выпусков в год каждая: «Общедоступный университет», «Энциклопедическая библиотека», «Библиотека систематического знания», «Народный университет», «Библиотека энциклопедического знания» и др.
1903 год
- Атмосфера: Физические свойства воздуха (общедоступный университет).
- Великие легенды человечества (читальня «Вестника знаний»; вып. 2).
- Гипнотизм и родственные явления в науке и жизни (читальня «Вестника знаний»; вып. 12).
- Женщина (читальня «Вестника знаний»; вып. 3).
- Избранные парадоксы (читальня «Вестника знаний»; вып. 8).
- Исторические загадки (читальня «Вестника знаний»; вып. 10).
- История современного естествознания  (пер. с немецкого)(энциклопедическая библиотека).
- Краткая история искусств (пер. с французского) (энциклопедическая библиотека).
- Краткий систематический словарь экономических наук (энциклопедическая библиотека; т. 9).
- Литературные портреты (читальня «Вестника знаний»; вып. 6).
- Основы развития органического мира (пер. с немецкого) (энциклопедическая библиотека; т. 12).
- Панорама веков: очерк всемирной истории (пер. с французского) (энциклопедическая библиотека; т. 1).
- Популярная химия (энциклопедическая библиотека; т. 8).
- Руководство к собиранию естественно-исторических коллекций и наблюдений природы (энциклопедическая библиотека; т. 3).
- Современная медицина: сущность и пределы врачебного знания (читальня «Вестника знаний»; вып. 4).
- Социальные утопии.
- Старое искусство (читальня «Вестника знаний»; вып. 9).
- Театр, его задачи, история и представители (читальня «Вестника знаний»; вып. 11).

1904 год
- В стране свободы / Вильгельм фон Поленц (пер. с немецкого). — 128 с. — (Читальня «Вестника знаний»).
- Фридрих Ницше и его произведения (Читальня «Вестника знаний»).

1905 год
- Искусство XIX века: С введ. проф. В. Оствальда: «Искусство и наука» / Проф. Уэльдстин; (пер. с немецкого и английского). —  56 с. — (Читальня «Вестника знаний»).
- Лекции по общественной этике профессора Вольного университета общественных наук / (пер. с французского). — 136 с. — (Читальня «Вестника знаний»).
- Социология / Монье, Камилль (пер. с французского). — 92 с. — (Читальня «Вестника знаний»).
- Ум животных / Д-р Целль (пер. с немецкого). — 144 с. — (Читальня «Вестника знаний»).
- Учение о здоровье: Гигиена / Гоппе-Зейлер, Феликс (пер. с немецкого). — 32 с. — (Общедоступный университет).
- Физическая география / Проф. С. Гюнтер (пер. с немецкого). — 72 с. — (Читальня «Вестника знаний»).
- Человеческие расы / Проф. В. Гааке (пер. с немецкого). — 48 с. — (Общедоступный университет).
- Прогресс дарвинизма / В. Бельше (пер. с немецкого). — 88 с. — (Читальня «Вестника знаний»).
- Происхождение человека; Будущность человечества / В. Бельше (пер. с немецкого). — 78 с. — (Читальня «Вестника знаний»).

1906 год
- Антропология и этнография в основных чертах.
- Иисус Христос и происхождение христианства[2].
- Из истории искусства (читальня «Вестника знаний»).
- Природа и население России: в 4-х частях с рисунками.
- Краткий систематический словарь всемирной литературы.
- Эволюция идеи Божества: исследование о происхождении религий.

1907 год
- Курс русского литературного языка в трёх частях.
- Русская история от Гостомысла… А. К. Толстого (с биографическим очерком).

1908 год
- История Византийской империи (история славян; т. 1).
- История христианских народов Балканского полуострова (история славян; т. 2).
- Лекции по русской истории: очерки истории русского народа (народный университет).
- Лекции по истории культуры: чудеса древнего и нового миров; история культурных завоеваний человечества (народный университет).
- Общая педагогика.
- Очерк истории римской литературы.
- Собственность: чем она была, что она есть, и чем она будет.

1909 год
- История Польши (история славян; т. 3).
- История Чехии (история славян; т. 4).
- Отцы и дети (Народный университет)[3].
- Русские поэты, сборник «избранных» произведений русской поэзии последних десятилетий
- Социализм и справедливость.

1910 год
- О происхождении видов путём естественного подбора[4].
- Современная магия и наука.
- Спутник экскурсанта: руководство к собиранию естественно-научных коллекций, наблюдению природы, изучению исторических и археологических памятников палеографических документов организаций экскурсий и других способов и средств изучения родного края.
- Хлеба и света!: Материальный и духовный бюджет трудовой интеллигенции у нас и за границей (по данным анкеты «Вестника знания») / А. А. Николаев — 88 с. — (Библиотека для саморазвития).

1911 год
- Толпа, как она мыслит, чувствует и действует: Разрушение и творчество в революции (значение «Декларации Прав»).

1912 год
- Вокруг света[5].
- К звёздам: популярный курс астрономии.
- Человек: популярный курс антропологии.

1913 год
- Права русского гражданина, как их определять, как их осуществлять, как их отстаивать (Практическая энциклопедия).

В качестве приложения к «Вестнику знания» с 1908 года выходил журнал «Эсперо» («Надежда») на языке эсперанто.
В 1918 году журнал прекратил своё существование.
1903
- 1903,1 Российская государственная библиотека (РГБ) - Russische Staatsbibliothek Moskau
- 1903,2 Российская государственная библиотека (РГБ) - Russische Staatsbibliothek Moskau
- 1903,3 Российская государственная библиотека (РГБ) - Russische Staatsbibliothek Moskau
- 1903,4 Российская государственная библиотека (РГБ) - Russische Staatsbibliothek Moskau
- 1903,5 Российская государственная библиотека (РГБ) - Russische Staatsbibliothek Moskau
- 1903,6 Российская государственная библиотека (РГБ) - Russische Staatsbibliothek Moskau
- 1903,7 Российская государственная библиотека (РГБ) - Russische Staatsbibliothek Moskau
- 1903,8 Российская государственная библиотека (РГБ) - Russische Staatsbibliothek Moskau
- 1903,9 Российская государственная библиотека (РГБ) - Russische Staatsbibliothek Moskau
- 1903,10 Российская государственная библиотека (РГБ) - Russische Staatsbibliothek Moskau
- 1903,11 Российская государственная библиотека (РГБ) - Russische Staatsbibliothek Moskau
- 1903,12 Российская государственная библиотека (РГБ) - Russische Staatsbibliothek Moskau

1904
- 1904,1 Российская государственная библиотека (РГБ) - Russische Staatsbibliothek Moskau
- 1904,2 Российская государственная библиотека (РГБ) - Russische Staatsbibliothek Moskau
- 1904,3 Российская государственная библиотека (РГБ) - Russische Staatsbibliothek Moskau
- 1904,4 Российская государственная библиотека (РГБ) - Russische Staatsbibliothek Moskau
- 1904,5 Российская государственная библиотека (РГБ) - Russische Staatsbibliothek Moskau
- 1904,6 Российская государственная библиотека (РГБ) - Russische Staatsbibliothek Moskau
- 1904,7 Российская государственная библиотека (РГБ) - Russische Staatsbibliothek Moskau
- 1904,8 Российская государственная библиотека (РГБ) - Russische Staatsbibliothek Moskau
- 1904,9 Российская государственная библиотека (РГБ) - Russische Staatsbibliothek Moskau
- 1904,10 Российская государственная библиотека (РГБ) - Russische Staatsbibliothek Moskau
- 1904,11 Российская государственная библиотека (РГБ) - Russische Staatsbibliothek Moskau
- 1904,12 Российская государственная библиотека (РГБ) - Russische Staatsbibliothek Moskau

1905
- 1905,1 Российская государственная библиотека (РГБ) - Russische Staatsbibliothek Moskau
- 1905,2 Российская государственная библиотека (РГБ) - Russische Staatsbibliothek Moskau
- 1905,3 Российская государственная библиотека (РГБ) - Russische Staatsbibliothek Moskau
- 1905,4 Российская государственная библиотека (РГБ) - Russische Staatsbibliothek Moskau
- 1905,5 Российская государственная библиотека (РГБ) - Russische Staatsbibliothek Moskau
- 1905,6 Российская государственная библиотека (РГБ) - Russische Staatsbibliothek Moskau
- 1905,7 Hathitrust Harvard = Google Books = Internet Archive (7-12), Российская государственная библиотека (РГБ) - Russische Staatsbibliothek Moskau
- 1905,8 Hathitrust Harvard = Google Books = Internet Archive (7-12), Российская государственная библиотека (РГБ) - Russische Staatsbibliothek Moskau
- 1905,9 Hathitrust Harvard = Google Books = Internet Archive (7-12), Российская государственная библиотека (РГБ) - Russische Staatsbibliothek Moskau
- 1905,10 Hathitrust Harvard = Google Books = Internet Archive (7-12), Российская государственная библиотека (РГБ) - Russische Staatsbibliothek Moskau
- 1905,11 Hathitrust Harvard = Google Books = Internet Archive (7-12), Российская государственная библиотека (РГБ) - Russische Staatsbibliothek Moskau
- 1905,12 Hathitrust Harvard = Google Books = Internet Archive (7-12), Российская государственная библиотека (РГБ) - Russische Staatsbibliothek Moskau

1906
- 1906,1 Российская государственная библиотека (РГБ) - Russische Staatsbibliothek Moskau
- 1906,2 Российская государственная библиотека (РГБ) - Russische Staatsbibliothek Moskau
- 1906,3 Российская государственная библиотека (РГБ) - Russische Staatsbibliothek Moskau
- 1906,4 Российская государственная библиотека (РГБ) - Russische Staatsbibliothek Moskau
- 1906,5 Российская государственная библиотека (РГБ) - Russische Staatsbibliothek Moskau
- 1906,6 Российская государственная библиотека (РГБ) - Russische Staatsbibliothek Moskau
- 1906,7/8 Российская государственная библиотека (РГБ) - Russische Staatsbibliothek Moskau
- 1906,9 Российская государственная библиотека (РГБ) - Russische Staatsbibliothek Moskau
- 1906,10/11 Российская государственная библиотека (РГБ) - Russische Staatsbibliothek Moskau
- 1906,12 Российская государственная библиотека (РГБ) - Russische Staatsbibliothek Moskau
  - прил. к № 12 " К интеллигенции, людям идейным и ищущим знания" Российская государственная библиотека (РГБ) - Russische Staatsbibliothek Moskau

1907
- 1907,1 Российская государственная библиотека (РГБ) - Russische Staatsbibliothek Moskau
- 1907,2 Российская государственная библиотека (РГБ) - Russische Staatsbibliothek Moskau
- 1907,3 Российская государственная библиотека (РГБ) - Russische Staatsbibliothek Moskau
- 1907,4 Российская государственная библиотека (РГБ) - Russische Staatsbibliothek Moskau
- 1907,5 Российская государственная библиотека (РГБ) - Russische Staatsbibliothek Moskau
- 1907,6 Российская государственная библиотека (РГБ) - Russische Staatsbibliothek Moskau
- 1907,7 Российская государственная библиотека (РГБ) - Russische Staatsbibliothek Moskau
- 1907,8 Российская государственная библиотека (РГБ) - Russische Staatsbibliothek Moskau
- 1907,9 Российская государственная библиотека (РГБ) - Russische Staatsbibliothek Moskau
- 1907,10/11 Hathitrust Harvard = Google Books = Internet Archive, Российская государственная библиотека (РГБ) - Russische Staatsbibliothek Moskau
- 1907,12 Российская государственная библиотека (РГБ) - Russische Staatsbibliothek Moskau

1908
- 1908,1 Российская государственная библиотека (РГБ) - Russische Staatsbibliothek Moskau
- 1908,2 Российская государственная библиотека (РГБ) - Russische Staatsbibliothek Moskau
- 1908,3 Российская государственная библиотека (РГБ) - Russische Staatsbibliothek Moskau
- 1908,4 Российская государственная библиотека (РГБ) - Russische Staatsbibliothek Moskau
- 1908,5 Российская государственная библиотека (РГБ) - Russische Staatsbibliothek Moskau
- 1908,6 Российская государственная библиотека (РГБ) - Russische Staatsbibliothek Moskau
- 1908,7/8 Российская государственная библиотека (РГБ) - Russische Staatsbibliothek Moskau
- 1908,9 Российская государственная библиотека (РГБ) - Russische Staatsbibliothek Moskau
- 1908,10/11 Hathitrust Harvard = Google Books = Internet Archive (10/11-12), Российская государственная библиотека (РГБ) - Russische Staatsbibliothek Moskau
- 1908,12 Hathitrust Harvard = Google Books = Internet Archive (10/11-12), Российская государственная библиотека (РГБ) - Russische Staatsbibliothek Moskau

1909
- 1909 otdel 1 iz no. 5-7 Hathitrust Harvard = Internet Archive
- 1909 otdel 2 iz no. 4-12 Hathitrust Harvard = Internet Archive
- 1909,1 Российская государственная библиотека (РГБ) - Russische Staatsbibliothek Moskau
- 1909,2 Российская государственная библиотека (РГБ) - Russische Staatsbibliothek Moskau
- 1909,3 Российская государственная библиотека (РГБ) - Russische Staatsbibliothek Moskau
- 1909,4 Российская государственная библиотека (РГБ) - Russische Staatsbibliothek Moskau
- 1909,5 Российская государственная библиотека (РГБ) - Russische Staatsbibliothek Moskau
- 1909,6 Российская государственная библиотека (РГБ) - Russische Staatsbibliothek Moskau
- 1909,7 Российская государственная библиотека (РГБ) - Russische Staatsbibliothek Moskau
- 1909,8/9 Российская государственная библиотека (РГБ) - Russische Staatsbibliothek Moskau
- 1909,10/11 Российская государственная библиотека (РГБ) - Russische Staatsbibliothek Moskau
- 1909,12 Российская государственная библиотека (РГБ) - Russische Staatsbibliothek Moskau

1910
- 1910,1 Российская государственная библиотека (РГБ) - Russische Staatsbibliothek Moskau
- 1910,2 Российская государственная библиотека (РГБ) - Russische Staatsbibliothek Moskau
- 1910,3 Российская государственная библиотека (РГБ) - Russische Staatsbibliothek Moskau
- 1910,4 Российская государственная библиотека (РГБ) - Russische Staatsbibliothek Moskau
- 1910,5 Российская государственная библиотека (РГБ) - Russische Staatsbibliothek Moskau
- 1910,6 Российская государственная библиотека (РГБ) - Russische Staatsbibliothek Moskau
- 1910,7 Российская государственная библиотека (РГБ) - Russische Staatsbibliothek Moskau
- 1910,8 Российская государственная библиотека (РГБ) - Russische Staatsbibliothek Moskau
- 1910,9 Hathitrust Harvard = Internet Archive (9-12), Российская государственная библиотека (РГБ) - Russische Staatsbibliothek Moskau
- 1910,10 Hathitrust Harvard = Internet Archive (9-12), Российская государственная библиотека (РГБ) - Russische Staatsbibliothek Moskau
- 1910,11 Hathitrust Harvard = Internet Archive (9-12), Российская государственная библиотека (РГБ) - Russische Staatsbibliothek Moskau
- 1910,12 Hathitrust Harvard = Internet Archive (9-12), Российская государственная библиотека (РГБ) - Russische Staatsbibliothek Moskau

1911
- 1911,1-12 (otd. 1) Hathitrust Harvard = [ Google Books] = Internet Archive
- 1911,1 Российская государственная библиотека (РГБ) - Russische Staatsbibliothek Moskau
- 1911,2 Российская государственная библиотека (РГБ) - Russische Staatsbibliothek Moskau
- 1911,3 Российская государственная библиотека (РГБ) - Russische Staatsbibliothek Moskau
- 1911,4 Российская государственная библиотека (РГБ) - Russische Staatsbibliothek Moskau
- 1911,5 Российская государственная библиотека (РГБ) - Russische Staatsbibliothek Moskau
- 1911,6 Российская государственная библиотека (РГБ) - Russische Staatsbibliothek Moskau
- 1911,7 Российская государственная библиотека (РГБ) - Russische Staatsbibliothek Moskau
- 1911,8 Российская государственная библиотека (РГБ) - Russische Staatsbibliothek Moskau
- 1911,9 Российская государственная библиотека (РГБ) - Russische Staatsbibliothek Moskau
- 1911,10 Российская государственная библиотека (РГБ) - Russische Staatsbibliothek Moskau
- 1911,11 Российская государственная библиотека (РГБ) - Russische Staatsbibliothek Moskau
- 1911,12 Российская государственная библиотека (РГБ) - Russische Staatsbibliothek Moskau

1912
- 1912,1 Российская государственная библиотека (РГБ) - Russische Staatsbibliothek Moskau
- 1912,2 Российская государственная библиотека (РГБ) - Russische Staatsbibliothek Moskau
- 1912,3 Российская государственная библиотека (РГБ) - Russische Staatsbibliothek Moskau
- 1912,4 Российская государственная библиотека (РГБ) - Russische Staatsbibliothek Moskau
- 1912,5 Российская государственная библиотека (РГБ) - Russische Staatsbibliothek Moskau
- 1912,6 Российская государственная библиотека (РГБ) - Russische Staatsbibliothek Moskau
- 1912,7 Российская государственная библиотека (РГБ) - Russische Staatsbibliothek Moskau
- 1912,8 Российская государственная библиотека (РГБ) - Russische Staatsbibliothek Moskau
- 1912,9 Российская государственная библиотека (РГБ) - Russische Staatsbibliothek Moskau
- 1912,10 Российская государственная библиотека (РГБ) - Russische Staatsbibliothek Moskau
- 1912,11 Российская государственная библиотека (РГБ) - Russische Staatsbibliothek Moskau
- 1912,12 Российская государственная библиотека (РГБ) - Russische Staatsbibliothek Moskau

1913
- 1913,1 Российская государственная библиотека (РГБ) - Russische Staatsbibliothek Moskau
- 1913,2 Российская государственная библиотека (РГБ) - Russische Staatsbibliothek Moskau
- 1913,3 Российская государственная библиотека (РГБ) - Russische Staatsbibliothek Moskau
- 1913,4 Российская государственная библиотека (РГБ) - Russische Staatsbibliothek Moskau
- 1913,5 Российская государственная библиотека (РГБ) - Russische Staatsbibliothek Moskau
- 1913,6 Российская государственная библиотека (РГБ) - Russische Staatsbibliothek Moskau
- 1913,7 Российская государственная библиотека (РГБ) - Russische Staatsbibliothek Moskau
- 1913,8 Российская государственная библиотека (РГБ) - Russische Staatsbibliothek Moskau
- 1913,9 Российская государственная библиотека (РГБ) - Russische Staatsbibliothek Moskau
- 1913,10 Российская государственная библиотека (РГБ) - Russische Staatsbibliothek Moskau
- 1913,11 Российская государственная библиотека (РГБ) - Russische Staatsbibliothek Moskau
- 1913,12 Российская государственная библиотека (РГБ) - Russische Staatsbibliothek Moskau

1914
- 1914,1 Российская государственная библиотека (РГБ) - Russische Staatsbibliothek Moskau
- 1914,2 Российская государственная библиотека (РГБ) - Russische Staatsbibliothek Moskau
- 1914,3 Российская государственная библиотека (РГБ) - Russische Staatsbibliothek Moskau
- 1914,4 Российская государственная библиотека (РГБ) - Russische Staatsbibliothek Moskau
- 1914,5 Российская государственная библиотека (РГБ) - Russische Staatsbibliothek Moskau
- 1914,6 Российская государственная библиотека (РГБ) - Russische Staatsbibliothek Moskau
- 1914,7 Российская государственная библиотека (РГБ) - Russische Staatsbibliothek Moskau

1915
- 1915,1 Российская государственная библиотека (РГБ) - Russische Staatsbibliothek Moskau
- 1915,2 Российская государственная библиотека (РГБ) - Russische Staatsbibliothek Moskau
- 1915,3 Российская государственная библиотека (РГБ) - Russische Staatsbibliothek Moskau
- 1915,4 Российская государственная библиотека (РГБ) - Russische Staatsbibliothek Moskau
- 1915,5
- 1915,6 Российская государственная библиотека (РГБ) - Russische Staatsbibliothek Moskau
- 1915,7 Российская государственная библиотека (РГБ) - Russische Staatsbibliothek Moskau
- 1915,8 Российская государственная библиотека (РГБ) - Russische Staatsbibliothek Moskau
- 1915,9 Российская государственная библиотека (РГБ) - Russische Staatsbibliothek Moskau
- 1915,10/11 Российская государственная библиотека (РГБ) - Russische Staatsbibliothek Moskau
- 1915,12 Российская государственная библиотека (РГБ) - Russische Staatsbibliothek Moskau

1916
- 1916,1 Российская государственная библиотека (РГБ) - Russische Staatsbibliothek Moskau
- 1916,2 Российская государственная библиотека (РГБ) - Russische Staatsbibliothek Moskau
- 1916,3 Российская государственная библиотека (РГБ) - Russische Staatsbibliothek Moskau
- 1916,4 Российская государственная библиотека (РГБ) - Russische Staatsbibliothek Moskau
- 1916,5/6 Российская государственная библиотека (РГБ) - Russische Staatsbibliothek Moskau
- 1916,8/9 Российская государственная библиотека (РГБ) - Russische Staatsbibliothek Moskau
- 1916,10 Российская государственная библиотека (РГБ) - Russische Staatsbibliothek Moskau
- 1916,11/12 Российская государственная библиотека (РГБ) - Russische Staatsbibliothek Moskau

1917
- 1917,1 Российская государственная библиотека (РГБ) - Russische Staatsbibliothek Moskau
- 1917,2/3 Российская государственная библиотека (РГБ) - Russische Staatsbibliothek Moskau

## Журнал всоветское время
Двухнедельный иллюстрированный научно-популярный журнал «Вестник знания» был возобновлён в 1925 году и выходил до 1941 года. Редакторами были: академик В. М. Бехтерев до своей смерти в 1928 году, академик С. Ф. Платонов до ареста в 1930 году. Содержание журнала популярное — краткие эссе в самых разных областях знания от литературы до современной физики.